# Paecilomyces nostocoides
Paecilomyces nostocoides är en svampart som beskrevs av M.T. Dunn 1983. Paecilomyces nostocoides ingår i släktet Paecilomyces och familjen Trichocomaceae.   Inga underarter finns listade i Catalogue of Life.